# Kundur, Tumkur
Kundur là một làng thuộc tehsil Tumkur, huyện Tumkur, bang Karnataka, Ấn Độ.